# Jaguar I-Pace eTrophy 2018/19
Die Jaguar I-Pace eTrophy 2018/19 war die erste Saison der elektrischen Motorsport-Serie, die im Rahmen der FIA-Formel-E-Meisterschaft stattfand. Sie begann am 15. Dezember 2018 in Diriyya und endete am 14. Juli 2019 in New York City.
Sérgio Jimenez gewann den Titel in der Pro-Klasse, Bandar Alesayi in der Pro/Am-Klasse.

## Teams und Fahrer
| Team                           | Nr. | Fahrer            | Kategorie | Rennen  |
| ------------------------------ | --- | ----------------- | --------- | ------- |
| Jaguar VIP Car                 | 01  | Alice Powell      | Gast      | 1       |
| Jaguar VIP Car                 | 01  | Salvador Durán    | Gast      | 2       |
| Jaguar VIP Car                 | 01  | Darryl O’Young    | Gast      | 3       |
| Jaguar VIP Car                 | 01  | David Cheng       | Gast      | 4       |
| Jaguar VIP Car                 | 01  | Luca Salvadori    | Gast      | 5       |
| Jaguar VIP Car                 | 01  | Archie Hamilton   | Gast      | 6       |
| Jaguar VIP Car                 | 01  | Anthony Beltoise  | Gast      | 7       |
| Jaguar VIP Car                 | 01  | Jens Dralle       | Gast      | 8       |
| Jaguar VIP Car                 | 01  | Mark Hacking      | Gast      | 9, 10   |
| Rahal Letterman Lanigan Racing | 03  | Katherine Legge   | Pro       | 1–10    |
| Rahal Letterman Lanigan Racing | 06  | Bryan Sellers     | Pro       | 1–10    |
| I-Pace Team Brazil             | 0   | Cacá Bueno        | Pro       | 1–10    |
| I-Pace Team Brazil             | 10  | Sérgio Jimenez    | Pro       | 1–10    |
| Viessmann eTrophy Team         | 07  | Célia Martin      | Pro/Am    | 1–10    |
| China Racing                   | 08  | Wang Tao          | Pro/Am    | 1, 4    |
| China Racing                   | 09  | Yaqi Zhang        | Pro/Am    | 1–10    |
| China Racing                   | 11  | Qi Lin            | Pro/Am    | 2, 3, 5 |
| China Racing                   | 15  | Ziyi Zhang        | Pro/Am    | 6–10    |
| Team Asia New Zealand          | 99  | Simon Evans       | Pro       | 1–10    |
| Saudi eTrophy Racing           | 12  | Bandar Alesayi    | Pro/Am    | 1–10    |
| Saudi eTrophy Racing           | 24  | Ahmed Bin Khanen  | Pro/Am    | 1–10    |
| TWR Techeetah                  | 18  | Stefan Rzadzinski | Pro       | 1–7     |
| TWR Techeetah                  | 18  | Adam Carroll      | Pro       | 8       |

## Rennkalender
Der Rennkalender wurde am 12. September 2018 veröffentlicht.
| Nr. | Datum        | Rennen                               | Erster          | Zweiter           | Dritter           | Pole-Position   | Gesamtführender | Gesamtführender |
| Nr. | Datum        | Rennen                               | Erster          | Zweiter           | Dritter           | Pole-Position   | Pro             | Pro/Am          |
| --- | ------------ | ------------------------------------ | --------------- | ----------------- | ----------------- | --------------- | --------------- | --------------- |
| 01  | 15. Dezember | Diriyya E-Prix (Diriyya)             | Simon Evans     | Sérgio Jimenez    | Bryan Sellers     | Simon Evans     | Simon Evans     | Bandar Alesayi  |
| 02  | 16. Februar  | Mexiko-Stadt E-Prix (Mexiko City)    | Katherine Legge | Bryan Sellers     | Sérgio Jimenez    | Katherine Legge | Katherine Legge | Bandar Alesayi  |
| 03  | 10. März     | Hongkong E-Prix (Hongkong)           | Bryan Sellers   | Katherine Legge   | Sérgio Jimenez    | Cacá Bueno      | Bryan Sellers   | Bandar Alesayi  |
| 04  | 23. März     | Sanya E-Prix (Sanya)                 | Cacá Bueno      | Simon Evans       | Stefan Rzadzinski | Cacá Bueno      | Simon Evans     | Bandar Alesayi  |
| 05  | 13. April    | Rom E-Prix (Rom)                     | Sérgio Jimenez  | Bryan Sellers     | Simon Evans       | Sérgio Jimenez  | Sérgio Jimenez  | Bandar Alesayi  |
| 06  | 27. April    | Paris E-Prix (Paris)                 | Bryan Sellers   | Stefan Rzadzinski | Sérgio Jimenez    | Bryan Sellers   | Bryan Sellers   | Bandar Alesayi  |
| 07  | 11. Mai      | Monaco E-Prix (Monaco)               | Cacá Bueno      | Sérgio Jimenez    | Bryan Sellers     | Cacá Bueno      | Bryan Sellers   | Bandar Alesayi  |
| 08  | 25. Mai      | Berlin E-Prix (Berlin)               | Cacá Bueno      | Sérgio Jimenez    | Simon Evans       | Cacá Bueno      | Sérgio Jimenez  | Bandar Alesayi  |
| 09  | 13. Juli     | New York City E-Prix (New York City) | Sérgio Jimenez  | Cacá Bueno        | Simon Evans       | Sérgio Jimenez  | Sérgio Jimenez  | Bandar Alesayi  |
| 10  | 14. Juli     | New York City E-Prix (New York City) | Sérgio Jimenez  | Cacá Bueno        | Katherine Legge   | Sérgio Jimenez  | Sérgio Jimenez  | Bandar Alesayi  |